# Куріпка
Куріпка (Perdix) — рід птахів підродини куріпчині (Perdicinae), родини фазанових. Є об'єктом спортивного і промислового полювання.

## Види
Цей рід включає три види:
- Куріпка сіра (Perdix perdix)
- Куріпка даурська (Perdix dauurica)
- Куріпка тибетська (Perdix hodgsoniae)

Сіра і даурська куріпки споріднені між собою і зовні схожі, внаслідок чого іноді їх відносять до одного надвиду. Тибетська куріпка має відмінне чорно-біле забарвлення лицьової частини, чорні смужки на грудях і 16 стернових пір'я на відміну від 18 у двох інших видів.

## Походження та еволюція
По викопних залишках відомі два доісторичні види — P. palaeoperdix і P. margaritae. P. palaeoperdix був поширений по всій Південній Європі в ранньому і пізньому плейстоцені і становив важливу частину раціону кроманьйонців і неандертальців. Філогенетичне положення цього виду та сірої куріпки недостатньо ясно — сучасні дослідники частіше розглядають P. palaeoperdix як предка сучасної P. perdix. P. margaritae відома з пізнього пліоцену Забайкалля і Північної Монголії.

## Зовнішній вигляд
Представники роду є птахами середньої величини. Дзьоб і ноги темного кольору. Верхня частина оперення ряба, коричневого кольору, боки та хвіст руді. Шпори на ногах відсутні. Статеві відмінності зводяться лише до того, що самки забарвлені більш тьмяно.

## Поширення
Поширені в помірному кліматичному поясі в Євразії. Один вид, сіра куріпка, інтродукований в США і Канаді.

## Спосіб життя
Є осілими птахами, мешкають у відкритій місцевості. Живляться різноманітними насінням, іноді комахами. Гнізда влаштовують на землі в вигляді вистелених заглиблень, розташованих в затишних місцях.

## Ступінь загрози існуванню

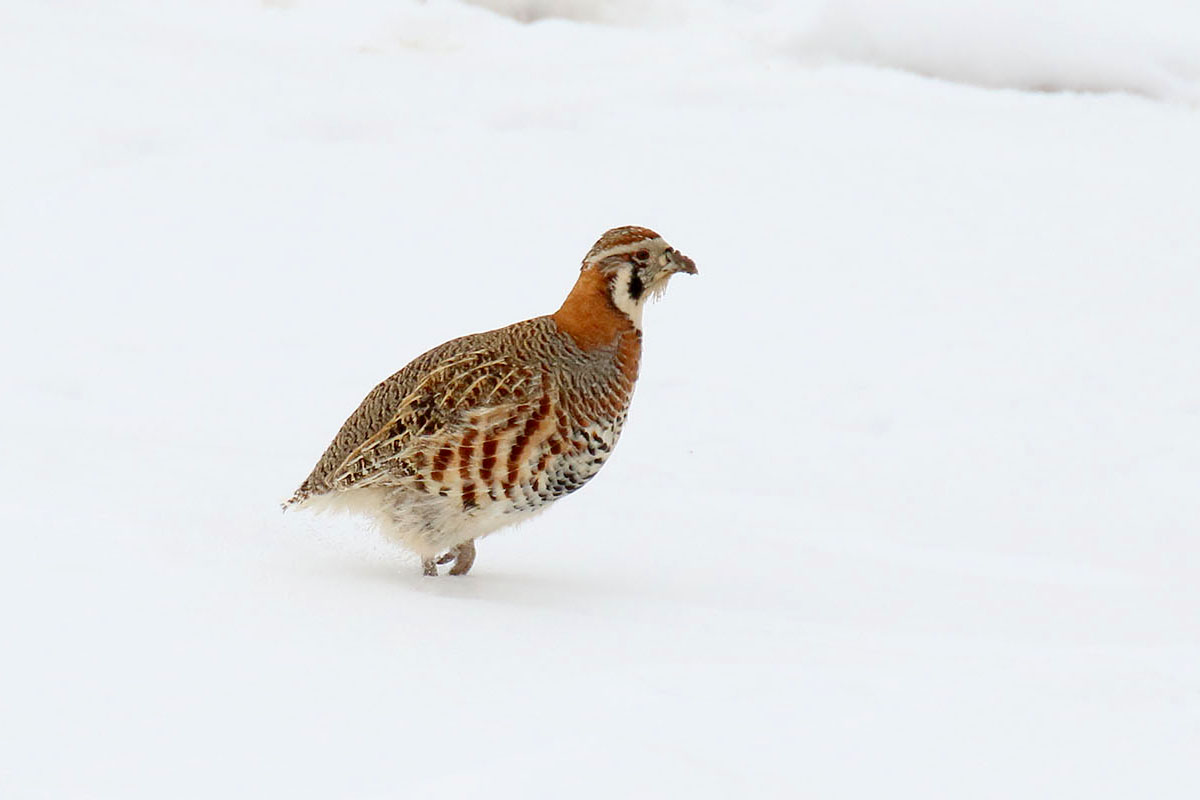
Тибетська куріпка (Perdix hodgsoniae)

Жоден з видів роду не перебуває під загрозою зникнення, але два найбільш поширених види сильно постраждали від мисливського промислу. Умови існування сірої куріпки погіршується через розвиток сільського господарства, її ареал сильно скоротився; один з підвидів сірої куріпки (Perdix perdix italica) вважається вимерлим близько 1990 року. Охоронний статус тибетської куріпки найбільш стабільний, оскільки її ареал великий і включає важкодоступні місця Тибетського плато.